# Четвёртая планета
«Четвёртая планета» — российский фантастический фильм режиссёра Дмитрия Астрахана 1995 года.

## Сюжет
Космическая экспедиция в составе трёх человек прибывает на Марс. К удивлению космонавтов, на красной планете обнаруживается небольшой советский городок. Вскоре оказывается, что путешественники попали в собственное прошлое… Постепенно они понимают, что вокруг них существует «мыслящее поле», исполняющее желания. Командир решает остаться, чтобы иметь возможность спасти девушку, которую любил и которую убили 20 лет назад.
По сути, сюжет является переделкой части 6 («Третья экспедиция») из «Марсианские хроники» Рэй Бредбери.

## В ролях
- Анатолий Котенёв — Сергей, командир корабля (озвучивание — Валерий Кухарешин)
- Ольга Беляева — Таня
- Юрий Орлов — Игорь
- Даниэль Маквикар[англ.] — Сэм, американский астронавт (озвучивание — Артур Ваха)
- Дмитрий Астрахан
- Владимир Храпунов
- Анатолий Журавлёв
- Валентин Букин
- Павел Яковлев
- Валерий Никитенко
- Антонина Введенская
- Юрий Овсянко
- Валерия Киселёва
- Арменак Назикян
- Ирина Черезова
- Оксана Скачкова
- Геннадий Свирь
- Владимир Труханов
- Людмила Вагнер
- Ирина Коровина
- Виктор Гоголев
- Артур Ваха
- Владимир Лелётко
- Геннадий Воропаев
- Валерий Кравченко

## Саундтрек
- «И на Марсе будут яблони цвести», музыка: В. Мурадели, слова: Е. Долматовский[1].
- «Bésame Mucho», музыка: Консуэло Веласкес Торрес.
- «Парень-паренёк», музыка: Э. Рознер, слова: Н. Лабковский[2].
- «Guarda che luna (Look, what a moon)» — шлягер исполнен: Laura Saint Paul, написано: Walter (Gualtiero) Malgoni и Bruno Pallesi.